# Feldis/Veulden
Feldis/Veulden (deutsch und bis 1943 offiziell Feldis, rätoromanisch Veulden) ist ein Dorf, das zur politischen Gemeinde Domleschg im Schweizer Kanton Graubünden gehört. Bis Ende 2008 bildete es eine selbständige Gemeinde.

## Geographie

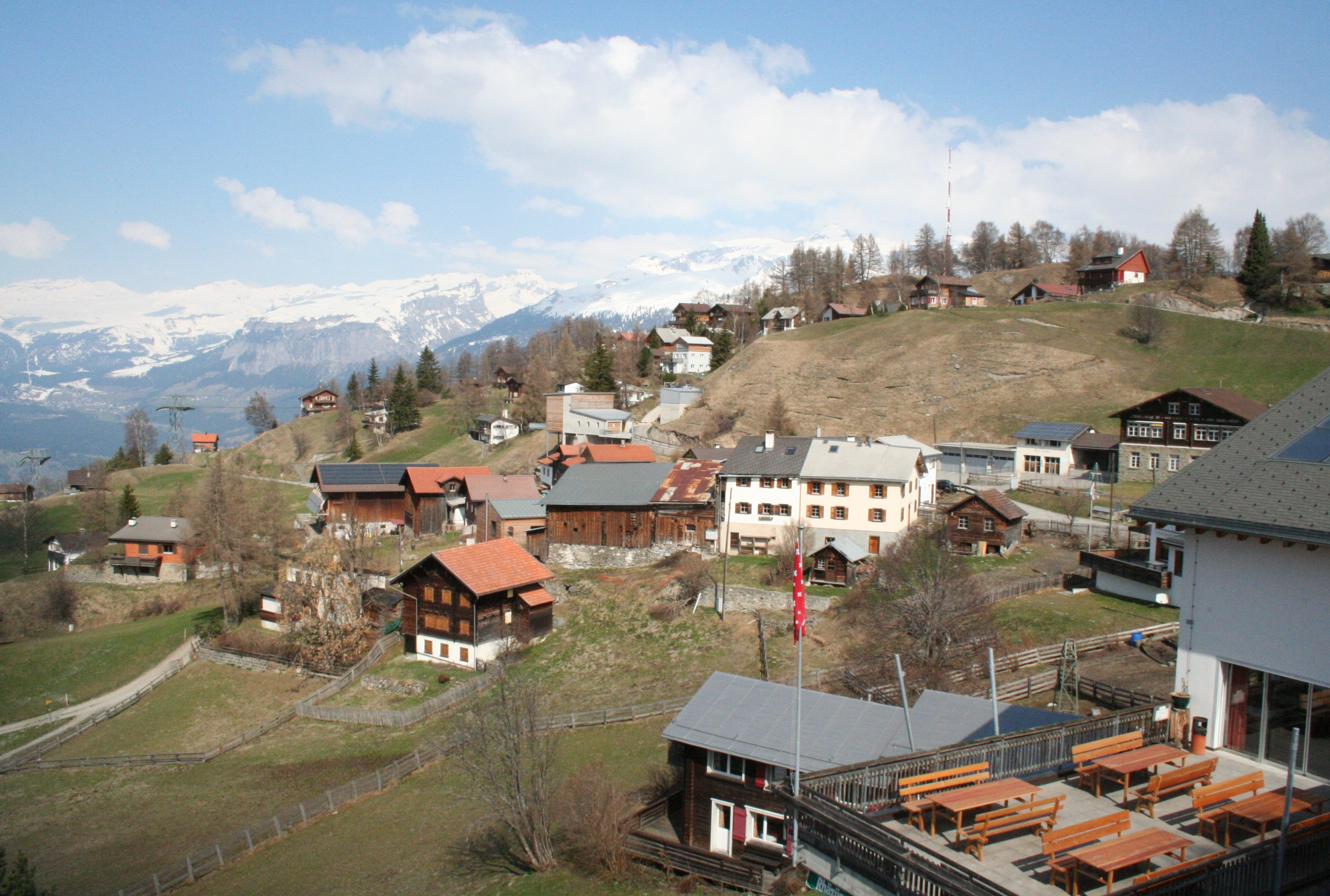
Feldis Richtung Nordwesten

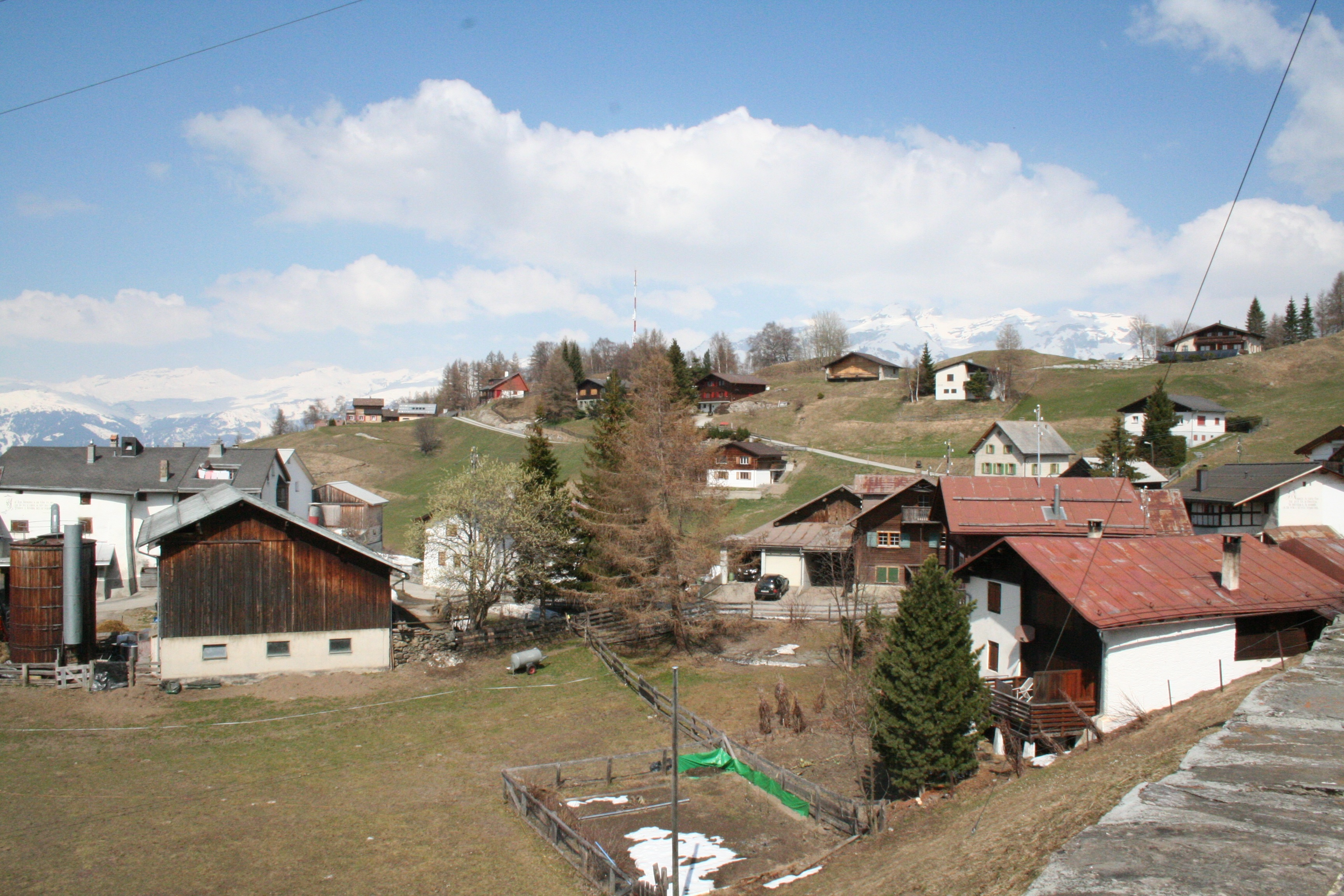
Feldis liegt auf einer Terrasse

Feldis/Veulden liegt auf einer Terrasse am Hang der Stätzerhornkette und ist der nördlichste Ort innerhalb der Domleschger Bergdörfer. Vom gesamten ehemaligen Gemeindeareal von 758 ha sind 433 ha von Wald und Gehölz bedeckt. Weitere 268 ha können landwirtschaftlich genutzt werden, bestehen aber zum Grossteil aus Alpwirtschaften. 43 ha sind unproduktive Fläche (meist Gebirge) und 14 ha Siedlungsfläche. Nachbargemeinden waren Scheid, Rothenbrunnen und Domat/Ems.
Verkehrsmässig liegt Feldis/Veulden eher exponiert auf einer Geländeterrasse. Historisch durch Waldwege und -strassen ursprünglich mehr dem luftlinienmässig nahen Domat/Ems verbunden, wird es heute mit einer Bergstrasse vom Domleschg her über Scheid erschlossen. 1959 erfolgte der Bau der ersten Luftseilbahn von Rhäzüns, die 2006 gegen Ablauf der ersten Konzession durch eine neue, moderne Bahn ersetzt wurde, die mehr noch als früher neben dem Tourismus vor allem dem öffentlichen Nahverkehr dient.
Die touristische Erschliessung ist zurückhaltend. Eine Sesselbahn führt auf den Hausberg  Mutta auf eine Höhe von 1966 m. Sie erlaubt einen kleinen Skibetrieb im Winter. Weiter zeichnet sich die Umgebung durch vielfältige Wander- und Skitourenmöglichkeiten aus.

## Geschichte

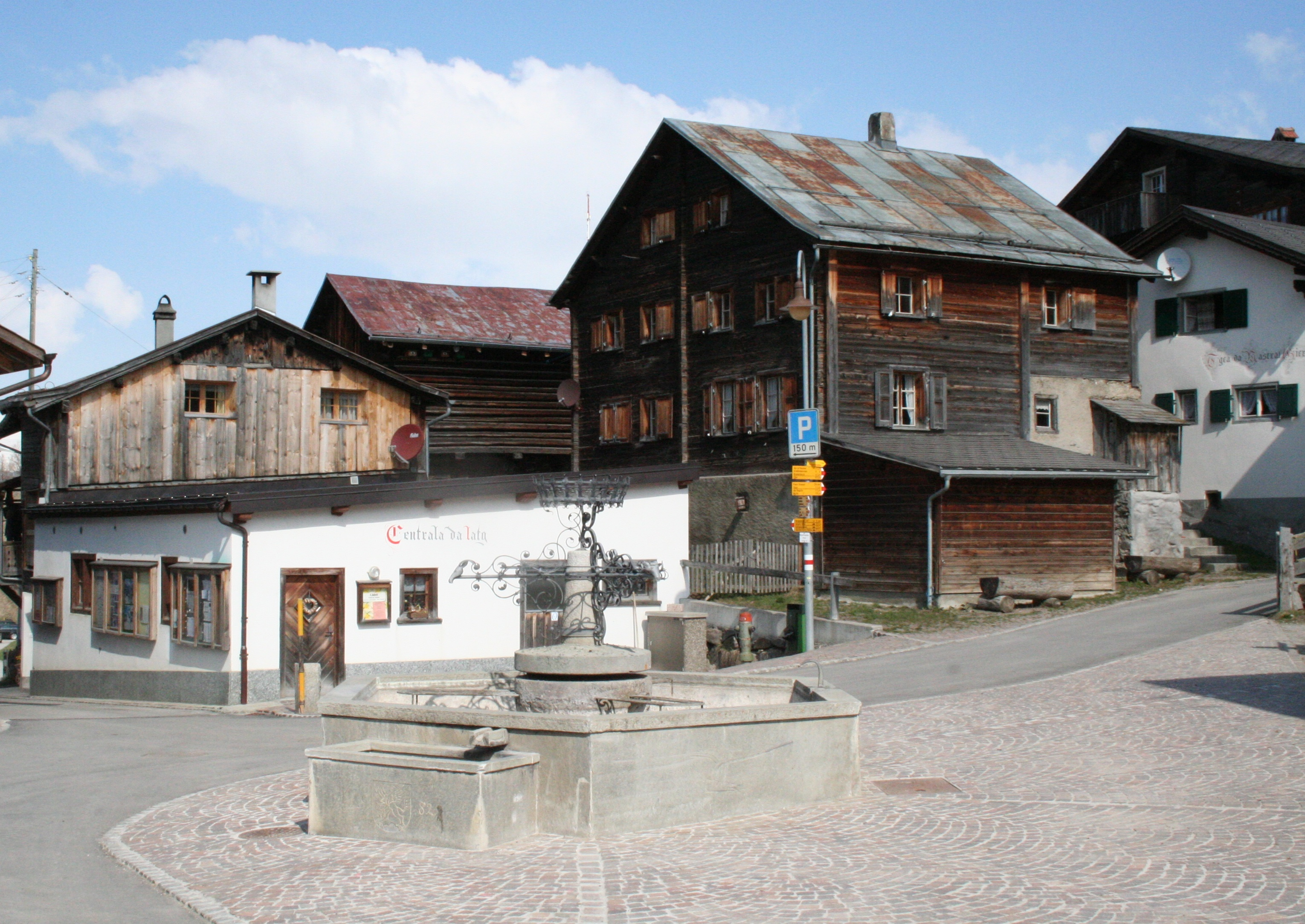
Dorfbrunnen

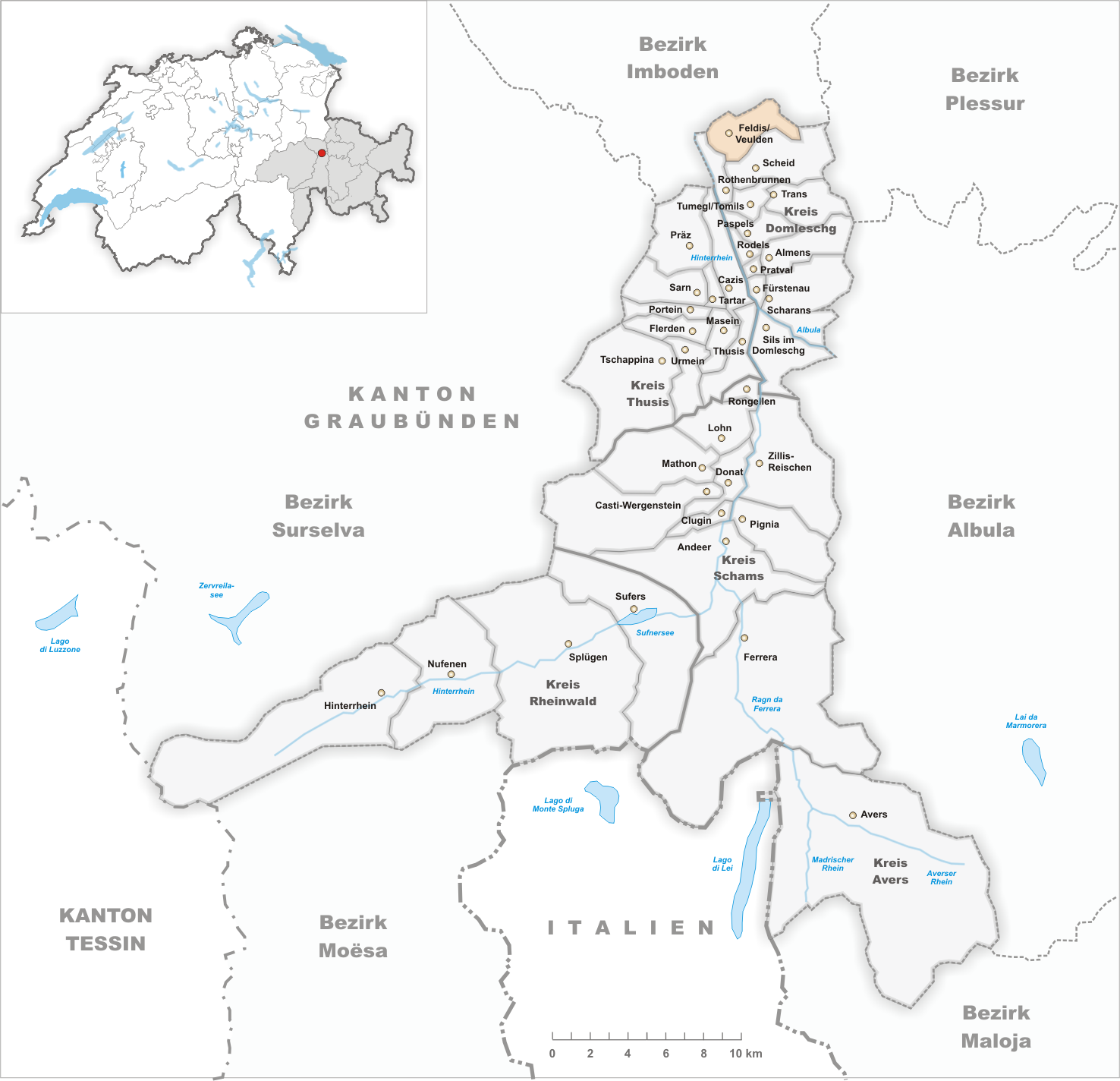
Gemeindestand vor der Fusion am 1. Januar 2009

Historisches Luftbild von Walter Mittelholzer von 1925. Feldis befindet sich Mitte rechts

Die ältesten Hinweise zur Besiedlung von Feldis sind wenig belegt. Ein vermuteter Schalenstein mit Kreuzgravur unweit des Dorfes veranlasste den Lokalhistoriker Plasch Barandun 1998 zu archäoastronomischen Studien. Eine Hellebardenaxt aus der Spät-Latènezeit und römische Münzfunde sind weitere Zeugnisse, vermutet wird auch eine rätische Höhensiedlung.
Feldis findet sich erstmals Ende des 13. Jahrhunderts urkundlich erwähnt. Ministerialien aus dem Domleschg und dem Hinterrheingebiet sowie freie Eigenleute schlossen 1219 in Zillis einen Bund zur Bewahrung des Friedens an der Nord-Süd-Tangente nach Chiavenna, beteiligt dabei war auch ein Conradus de Foldaone(Feulden). Im 14. Jahrhundert bezogen die Herren von Rietberg den Zehnten von Veulden. 1527 kauften sich die Dorfbewohner frei, 1583 nahmen sie die Reformation an. Der Dorfbrand vom 16. März 1774 zerstörte fast den ganzen Ort, ausser einem Steinhaus mit angebautem Stall bei Starlatz. Bis 1851 bildete Feldis eine Nachbarschaft der Gerichtsgemeinde Ortenstein und wurde anschliessend eine selbständige Gemeinde. 1901 bis 1904 wurde eine geschotterte Fahrstrasse über Tomils und Scheid gebaut. 1958 wurde eine Luftseilbahn eröffnet, die seitdem ab Rhäzüns einen verkehrsfreien Zugang anbietet.
Auf den 1. Januar 2009 fusionierte das bis anhin selbständige Feldis/Veulden zusammen mit Scheid, Trans und Tumegl/Tomils zur Gemeinde Tomils. Seit dem 1. Januar 2015 gehört es infolge Fusion von Almens, Paspels, Pratval, Rodels und Tomils zur neu gebildeten Gemeinde Domleschg und ist somit eine Fraktion von Domleschg.

## Wappen
| Wappen von Feldis/Veulden | Blasonierung: «In Silber (Weiss) über rotem Dreiberg ein blauer Greif, rot bewehrt.»                |
| Wappen von Feldis/Veulden | Der Greif ist das Familienwappen der Tscharner; der Dreiberg weist auf die Höhenlage des Ortes hin. |

## Bevölkerung
| Bevölkerungsentwicklung | Bevölkerungsentwicklung | Bevölkerungsentwicklung | Bevölkerungsentwicklung | Bevölkerungsentwicklung | Bevölkerungsentwicklung | Bevölkerungsentwicklung | Bevölkerungsentwicklung | Bevölkerungsentwicklung | Bevölkerungsentwicklung | Bevölkerungsentwicklung | Bevölkerungsentwicklung | Bevölkerungsentwicklung |
| ----------------------- | ----------------------- | ----------------------- | ----------------------- | ----------------------- | ----------------------- | ----------------------- | ----------------------- | ----------------------- | ----------------------- | ----------------------- | ----------------------- | ----------------------- |
| Jahr                    | 1803                    | 1850                    | 1880                    | 1900                    | 1950                    | 1980                    | 1990                    | 2000                    | 2004                    | 2005                    | 2007                    | 2008                    |
| Einwohner               | 156                     | 164                     | 172                     | 139                     | 176                     | 107                     | 122                     | 129                     | 136                     | 141                     | 140                     | 130                     |

Von 1803 bis 1850 nahm die Bevölkerung kaum zu (1803–1850: + 5 %), danach pendelte sie bis 1880 um 160–170 Personen. Zwischen 1880 und 1900 kam es zu einer Auswanderungswelle (1880–1900: - 24,4 %). Zwischen 1920 und 1941 kam es zu einem starken Wachstum (1920–1941: + 37,5 %). Danach stagnierte die Bewohnerzahl für ein Jahrzehnt. Zwischen 1950 und 1980 entvölkerte sich die Gemeinde auf einen historischen Tiefststand (1950–1980: - 39 %). Seither wächst sie wieder (1980–2004: + 27 %).

### Sprachen

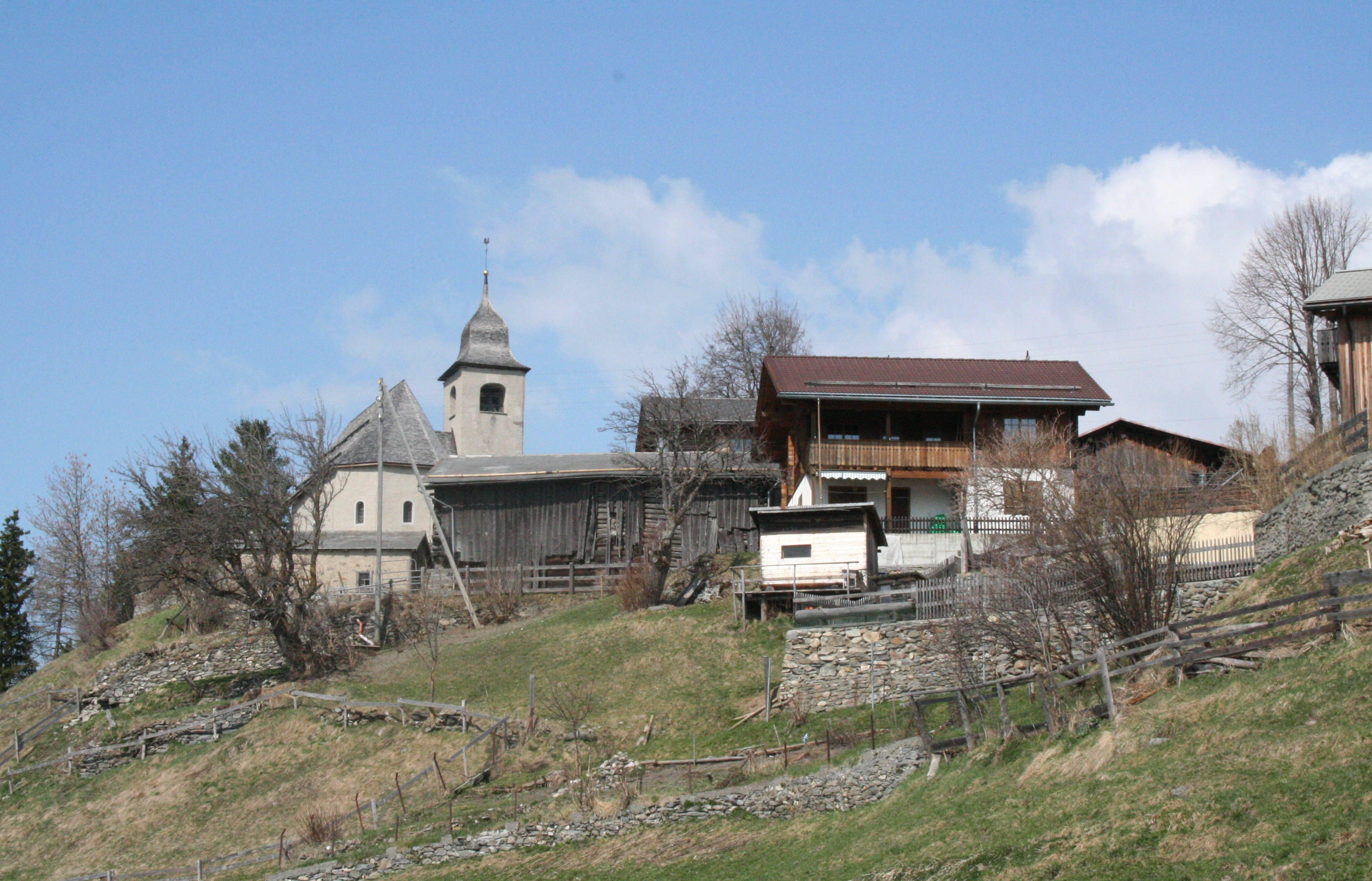
Reformierte Dorfkirche

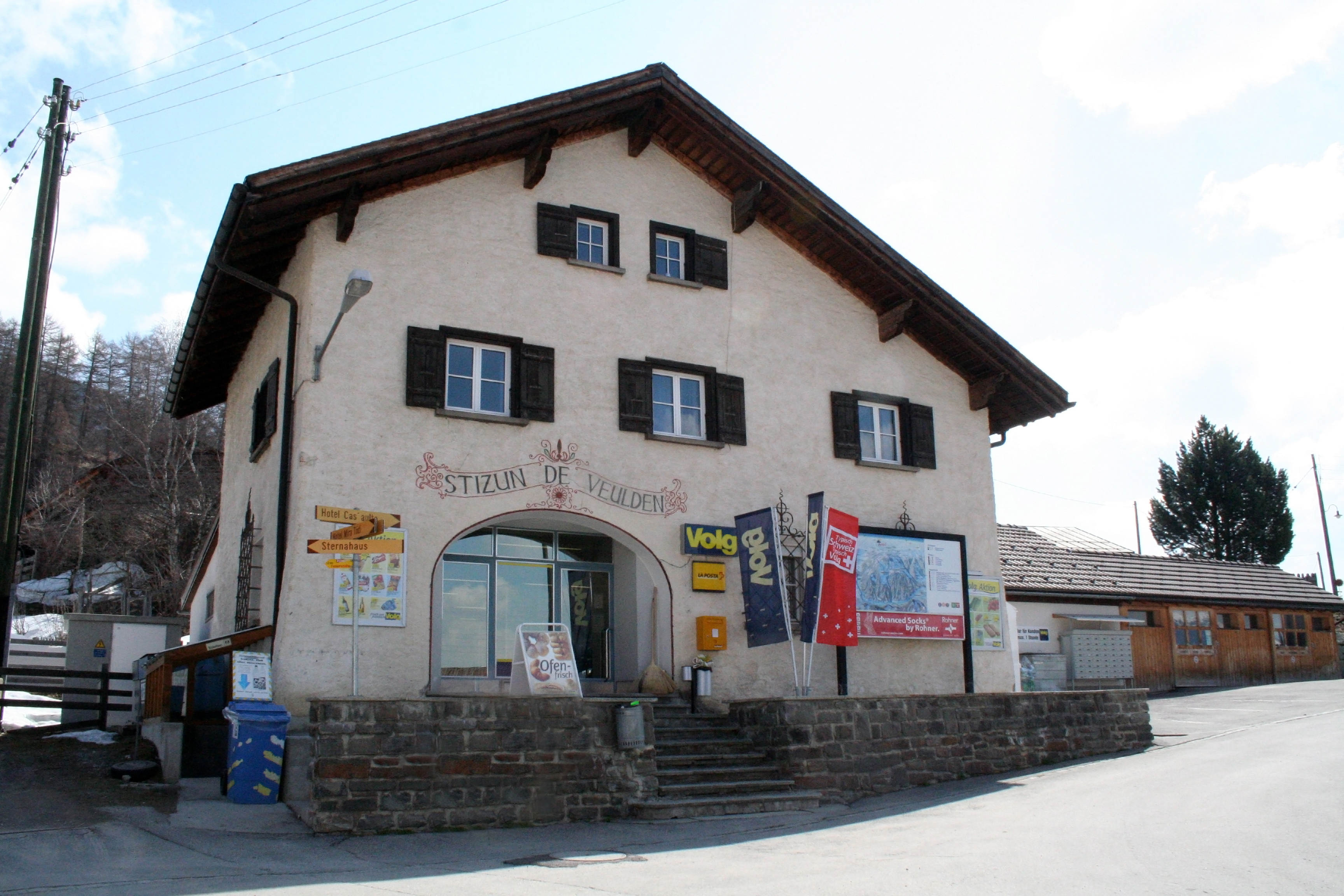
Dorfladen

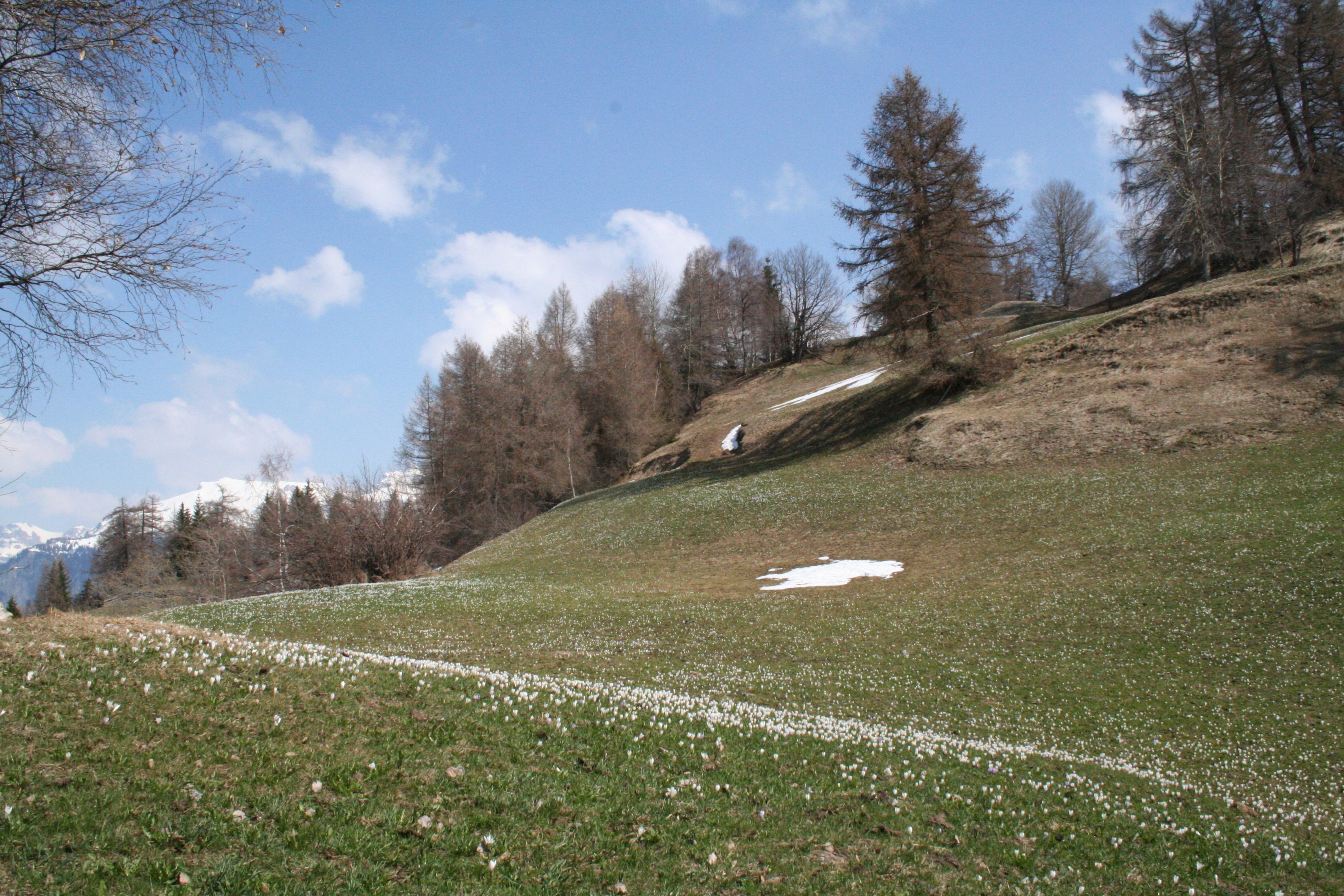
Krokusse nach der Schneeschmelze oberhalb Feldis

Noch 1880 sprach die Bevölkerung fast einheitlich Rätoromanisch (94,7 %; die Mundart Sutselvisch). Doch wich die Sprache im Verlauf des 20. Jahrhunderts immer mehr zurück. Während 1941 noch 73 % romanisch als ihre Muttersprache angaben, hatte sie bereits 1980 ihre Mehrheit verloren. Während 1990 noch 40 % der Einwohnerschaft romanisch sprechen konnten, war dieser Anteil im Jahr 2000 auf 29 % gesunken. Die Entwicklung der letzten Jahrzehnte zeigt auch folgende Tabelle an:
| Sprachen      | Volkszählung 1900 | Volkszählung 1900 | Volkszählung 1970 | Volkszählung 1970 | Volkszählung 1980 | Volkszählung 1980 | Volkszählung 1990 | Volkszählung 1990 | Volkszählung 2000 | Volkszählung 2000 |
| Sprachen      | Anzahl            | Anteil            | Anzahl            | Anteil            | Anzahl            | Anteil            | Anzahl            | Anteil            | Anzahl            | Anteil            |
| ------------- | ----------------- | ----------------- | ----------------- | ----------------- | ----------------- | ----------------- | ----------------- | ----------------- | ----------------- | ----------------- |
| Deutsch       | 4                 | 3,08 %            | 73                | 48,03 %           | 54                | 50,47 %           | 89                | 72,95 %           | 110               | 85,27 %           |
| Rätoromanisch | 126               | 96,92 %           | 75                | 49,34 %           | 50                | 46,73 %           | 31                | 25,41 %           | 18                | 13,95 %           |
| Einwohner     | 130               | 100 %             | 152               | 100 %             | 107               | 100 %             | 122               | 100 %             | 129               | 100 %             |

### Religionen und Konfessionen
Die ehemalige Gemeinde trat erst relativ spät, nämlich 1583, zum reformierten Bekenntnis über. Durch Kirchenaustritte und Zuwanderung haben sich die religiösen Verhältnisse stark geändert. Heute (Stand 2000) sind 66 % evangelisch-reformierte und 12,4 % römisch-katholische Christen. Daneben findet man 19 % Konfessionslose – ein ungewöhnlich hoher Anteil für eine Schweizer Berggemeinde. Weitere 2 % machten keine Angaben zu ihrem Glaubensbekenntnis.

### Herkunft und Nationalität
Von den Ende 2005 141 Bewohnern waren 131 (= 93 %) Schweizer Bürger. Bei der letzten Volkszählung waren 127 Personen (= 98 %) Schweizer Staatsangehörige, darunter 9 Doppelbürger. Die Zuwanderer kommen aus fünf Ländern, an der Spitze liegt Deutschland.

## Persönlichkeiten
- Petrus Domenicus Rosius à Porta (1734–1806), reformierter Pfarrer in Feldis 1756–1757 und Kirchenhistoriker.

## Sehenswürdigkeiten
- Unter Denkmalschutz steht die reformierte Dorfkirche.
- Bergbahnen Feldis[3]